# Benjamin Vulliamy
Benjamin Vulliamy (1747-1811) fou un rellotger que fou responsable de la fabricació del «Rellotge de pèndol» que, entre 1780 i 1884, va ser el regulador oficial del temps de Londres.

## Biografia
Benjamin era fill de Justin Vulliamy, rellotger d'origen suís que es va traslladar a Londres al voltant de 1730. Justin va esdevenir un associat de Benjamin Gray, un conegut rellotger establert a Pall Mall, i es va casar amb Mary, filla de Gray, amb qui va tenir un fill, Benjamin. Justin va succeir el seu sogre en el càrrec del negoci i el 1780 el seu fill Benjamin va entrar a la societat (Vulliamy & Son). Pare i fill van treballar junts fins a la mort de Justin el dia 1 de desembre de 1797.

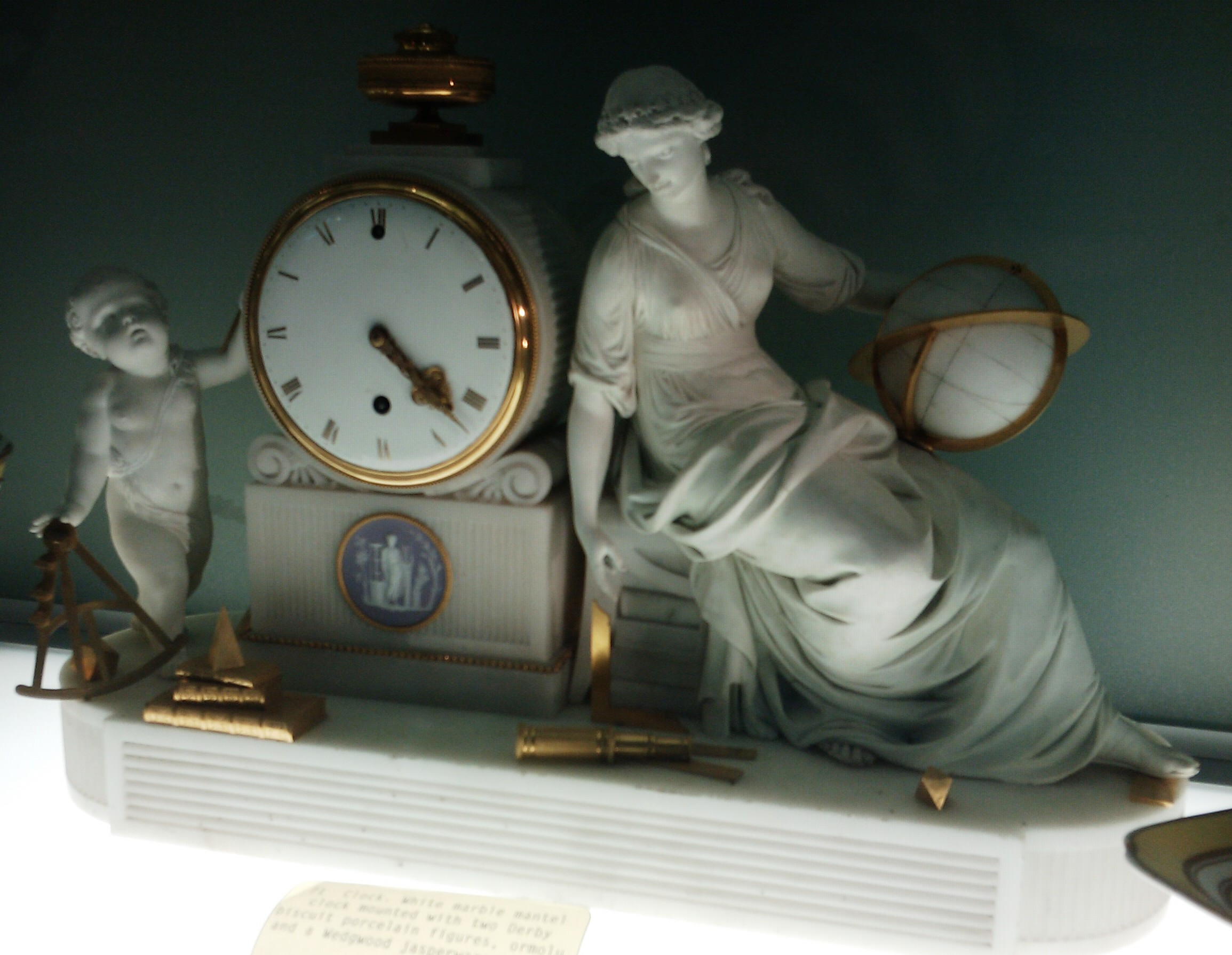
Un rellotge de Vulliamy combinat amb porcellana de Derby exposat al Derby Museum and Art Gallery

Des de ben petit Vulliamy havia mostrat interès a seguir la carrera del seu pare. Ja com adult, va començar a guanyar reputació com a fabricant de rellotges de prestatgeria, peces de decoració que adornaven els vestíbuls de l'aristocràcia (actualment se'n poden trobar alguns d'exposats al Derby Museum and Art Gallery). El seu talent li va fer guanyar una autorització reial l'any 1773 que li atorgava un finançament de 150 lliures l'any com a Rellotger del Rei Jordi III (hi havia una distinció similar, Rellotger reial, que pertanyia en aquella època a George Lindsay). El rei, un entusiasta dels rellotges i dels artefactes mecànics, era patró de Justin Vulliamy, però només Benjamin va rebre aquest honor tan significant.
Al voltant de 1780, Vulliamy va ser designat per construir el «Rellotge de pèndol», rellotge principal de l'Observatori Reial Kew, que servia de Meridià Principal i era responsable de portar el temps oficial de Londres fins al 1884, quan l'Observatori de Greenwich va assumir els dos rols.
El 1780 va néixer Benjamin Lewis Vulliamy: va ser l'últim de la nissaga que es va dedicar al negoci familiar de la rellotgeria. Cap dels seus descendents va continuar amb el treball; el seu fill, Lewis, va ser un arquitecte.

### Els «rellotges Vulliamy»
Els rellotges Vulliamy eren d'un valor elevat i representaren el clímax de la tecnologia de l'època: un «Rellotge Vulliamy» fou presentat a l'emperador xinès Qianlong durant la missió diplomàtica de George Macartney a Pequín l'any 1793. Els rellotges Vulliamy combinaven fines figures de porcellana per crear artefactes que combinaven ciència i art. El disseny general era realitzat per Vulliamy, tot i que aquest tenia contractats escultors de renom per crear figures que eren influenciades per disseny francesos contemporanis. El negoci també subcontractava molts artesans de rellotgeria traçuts, tot i que Vulliamy revisava i feia retocs finals als productes abans de vendre'ls.